# Paragoge
Paragoge é o acréscimo de um segmento fonético em posição final de palavra.
Por exemplo, à palavra arcaica portuguesa «ante», foi acrescentado um «s», formulando-se assim a atual palavra «antes».
A paragoge é um dos metaplasmos por adição de fonemas, sendo acrescidos um ou mais ao final da palavra.